# Volta a Burgos 2021
La Volta a Burgos 2021, 43a edició de la Volta a Burgos, és una competició ciclista per etapes que es disputà entre el 3 i el 7 d'agost de 2021 sobre un recorregut de 804 km, repartits entre 5 etapes. La cursa formava part del calendari de l'UCI ProSeries en categoria 2.Pro i de la Copa d'Espanya.
El vencedor final fou el basc Mikel Landa (Bahrain Victorious), que s'imposà per 36" a l'italià Fabio Aru (Qhubeka NextHash). Mark Padun (Bahrain Victorious) completà el podi.

## Equips
L'organització convidà a prendre part en la cursa a catorze equips World Tour, set equips continentals professionals i dos equips continentals:
| WorldTeams (13)- Bahrain Victorious - Ineos Grenadiers - Movistar Team - Astana-Premier Tech - Bora-Hansgrohe - EF Education-Nippo - Groupama-FDJ - Israel Start-Up Nation - Team BikeExchange - UAE Team Emirates - Qhubeka NextHash - AG2R Citroën Team - Team DSM ProTeams (8)- Alpecin-Fenix - Burgos-BH - TotalEnergies - Arkéa-Samsic - Caja Rural-Seguros RGA - Equipo Kern Pharma - Euskaltel-Euskadi - Eolo-Kometa |
| |

## Etapes
| Etapa    | Data     | Ciutats d'etapa                            | type                    | Distància (km) | Vencedor de l'etapa        | Líder de la general       |
| -------- | -------- | ------------------------------------------ | ----------------------- | -------------- | -------------------------- | ------------------------- |
| 1a etapa | 3 de ago | Burgos – Burgos                            | etapa de mitja muntanya | 161            | Edward Planckaert          | Edward Planckaert         |
| 2a etapa | 4 de ago | Tardajos – Briviesca                       | etapa accidentada       | 175            | Sebastián Molano Benavides | Gonzalo Serrano Rodríguez |
| 3a etapa | 5 de ago | Busto de Bureba – Espinosa de los Monteros | etapa de muntanya       | 173            | Romain Bardet              | Romain Bardet             |
| 4a etapa | 6 de ago | Roa – Aranda de Duero                      | etapa plana             | 149            | Sebastián Molano Benavides | Romain Bardet             |
| 5a etapa | 7 de ago | Comunero de Revenga – Llacunes de Neila    | etapa de muntanya       | 146            | Hugh Carthy                | Mikel Landa Meana         |

### Etapa 1
| \| Classificació de l'etapa \| Classificació de l'etapa \| Classificació de l'etapa \| Classificació de l'etapa \| Classificació de l'etapa \| \| Corredor \| Corredor \| Equip \| Temps \| \| \| ------------------------ \| ------------------------- \| ------------------------ \| ------------------------ \| ------------------------ \| \| 1r \| Edward Planckaert \| Alpecin-Fenix \| 3h 34' 42" \| \| \| 2n \| Gonzalo Serrano Rodríguez \| Movistar Team \| + 0" \| \| \| 3r \| Vincenzo Albanese \| Eolo-Kometa \| + 1" \| \| \| 4t \| Santiago Buitrago Sánchez \| Bahrain Victorious \| + 1" \| \| \| 5è \| Romain Bardet \| Team DSM \| + 3" \| \| \| 6è \| Robert Stannard \| BikeExchange \| + 9" \| \| \| 7è \| Miguel Flórez López \| Arkéa-Samsic \| + 9" \| \| \| 8è \| Jetse Bol \| Burgos-BH \| + 9" \| \| \| 9è \| Mikel Landa Meana \| Bahrain Victorious \| + 9" \| \| \| 10è \| Kévin Ledanois \| Arkéa-Samsic \| + 9" \| \| |                           |                    |            |
| |                           |                    |            |
| Font: ProCyclingStats |                           |                    |            |
| Classificació de l'etapa |                           |                    |            |
| Corredor | Corredor                  | Equip              | Temps      |
| 1r | Edward Planckaert         | Alpecin-Fenix      | 3h 34' 42" |
| 2n | Gonzalo Serrano Rodríguez | Movistar Team      | + 0"       |
| 3r | Vincenzo Albanese         | Eolo-Kometa        | + 1"       |
| 4t | Santiago Buitrago Sánchez | Bahrain Victorious | + 1"       |
| 5è | Romain Bardet             | Team DSM           | + 3"       |
| 6è | Robert Stannard           | BikeExchange       | + 9"       |
| 7è | Miguel Flórez López       | Arkéa-Samsic       | + 9"       |
| 8è | Jetse Bol                 | Burgos-BH          | + 9"       |
| 9è | Mikel Landa Meana         | Bahrain Victorious | + 9"       |
| 10è | Kévin Ledanois            | Arkéa-Samsic       | + 9"       |

| \| Classificació general \| Classificació general \| Classificació general \| Classificació general \| Classificació general \| \| Corredor \| Corredor \| Equip \| Temps \| \| \| --------------------- \| ------------------------- \| --------------------- \| --------------------- \| --------------------- \| \| 1r \| Edward Planckaert \| Alpecin-Fenix \| 3h 34' 42" \| \| \| 2n \| Gonzalo Serrano Rodríguez \| Movistar Team \| + 0" \| \| \| 3r \| Vincenzo Albanese \| Eolo-Kometa \| + 1" \| \| \| 4t \| Santiago Buitrago Sánchez \| Bahrain Victorious \| + 1" \| \| \| 5è \| Romain Bardet \| Team DSM \| + 3" \| \| \| 6è \| Robert Stannard \| BikeExchange \| + 9" \| \| \| 7è \| Miguel Flórez López \| Arkéa-Samsic \| + 9" \| \| \| 8è \| Jetse Bol \| Burgos-BH \| + 9" \| \| \| 9è \| Mikel Landa Meana \| Bahrain Victorious \| + 9" \| \| \| 10è \| Kévin Ledanois \| Arkéa-Samsic \| + 9" \| \| |                           |                    |            |
| |                           |                    |            |
| Font: ProCyclingStats |                           |                    |            |
| Classificació general |                           |                    |            |
| Corredor | Corredor                  | Equip              | Temps      |
| 1r | Edward Planckaert         | Alpecin-Fenix      | 3h 34' 42" |
| 2n | Gonzalo Serrano Rodríguez | Movistar Team      | + 0"       |
| 3r | Vincenzo Albanese         | Eolo-Kometa        | + 1"       |
| 4t | Santiago Buitrago Sánchez | Bahrain Victorious | + 1"       |
| 5è | Romain Bardet             | Team DSM           | + 3"       |
| 6è | Robert Stannard           | BikeExchange       | + 9"       |
| 7è | Miguel Flórez López       | Arkéa-Samsic       | + 9"       |
| 8è | Jetse Bol                 | Burgos-BH          | + 9"       |
| 9è | Mikel Landa Meana         | Bahrain Victorious | + 9"       |
| 10è | Kévin Ledanois            | Arkéa-Samsic       | + 9"       |

### Etapa 2
| \| Classificació de l'etapa \| Classificació de l'etapa \| Classificació de l'etapa \| Classificació de l'etapa \| Classificació de l'etapa \| \| Corredor \| Corredor \| Equip \| Temps \| \| \| ------------------------ \| --------------------------- \| ------------------------ \| ------------------------ \| ------------------------ \| \| 1r \| Sebastián Molano Benavides \| UAE Team Emirates \| 3h 55' 39" \| \| \| 2n \| Alberto Dainese \| Team DSM \| + 0" \| \| \| 3r \| Matteo Trentin \| UAE Team Emirates \| + 0" \| \| \| 4t \| Jordi Meeus \| Bora-Hansgrohe \| + 0" \| \| \| 5è \| Jon Aberasturi Izaga \| Caja Rural-Seguros RGA \| + 0" \| \| \| 6è \| Reinardt Janse van Rensburg \| Qhubeka NextHash \| + 0" \| \| \| 7è \| Itamar Einhorn \| Israel Start-Up Nation \| + 0" \| \| \| 8è \| Christopher Lawless \| TotalEnergies \| + 0" \| \| \| 9è \| Marc Sarreau \| AG2R Citroën Team \| + 0" \| \| \| 10è \| Gonzalo Serrano Rodríguez \| Movistar Team \| + 0" \| \| |                             |                        |            |
| |                             |                        |            |
| Font: ProCyclingStats |                             |                        |            |
| Classificació de l'etapa |                             |                        |            |
| Corredor | Corredor                    | Equip                  | Temps      |
| 1r | Sebastián Molano Benavides  | UAE Team Emirates      | 3h 55' 39" |
| 2n | Alberto Dainese             | Team DSM               | + 0"       |
| 3r | Matteo Trentin              | UAE Team Emirates      | + 0"       |
| 4t | Jordi Meeus                 | Bora-Hansgrohe         | + 0"       |
| 5è | Jon Aberasturi Izaga        | Caja Rural-Seguros RGA | + 0"       |
| 6è | Reinardt Janse van Rensburg | Qhubeka NextHash       | + 0"       |
| 7è | Itamar Einhorn              | Israel Start-Up Nation | + 0"       |
| 8è | Christopher Lawless         | TotalEnergies          | + 0"       |
| 9è | Marc Sarreau                | AG2R Citroën Team      | + 0"       |
| 10è | Gonzalo Serrano Rodríguez   | Movistar Team          | + 0"       |

| \| Classificació general \| Classificació general \| Classificació general \| Classificació general \| Classificació general \| \| Corredor \| Corredor \| Equip \| Temps \| \| \| --------------------- \| ------------------------- \| ---------------------- \| --------------------- \| --------------------- \| \| 1r \| Gonzalo Serrano Rodríguez \| Movistar Team \| 7h 30' 21" \| \| \| 2n \| Edward Planckaert \| Alpecin-Fenix \| + 0" \| \| \| 3r \| Vincenzo Albanese \| Eolo-Kometa \| + 1" \| \| \| 4t \| Santiago Buitrago Sánchez \| Bahrain Victorious \| + 1" \| \| \| 5è \| Romain Bardet \| Team DSM \| + 3" \| \| \| 6è \| Robert Stannard \| BikeExchange \| + 9" \| \| \| 7è \| Jetse Bol \| Burgos-BH \| + 9" \| \| \| 8è \| Mikel Landa Meana \| Bahrain Victorious \| + 9" \| \| \| 9è \| Miguel Flórez López \| Arkéa-Samsic \| + 9" \| \| \| 10è \| Jonathan Lastra Martínez \| Caja Rural-Seguros RGA \| + 9" \| \| |                           |                        |            |
| |                           |                        |            |
| Font: ProCyclingStats |                           |                        |            |
| Classificació general |                           |                        |            |
| Corredor | Corredor                  | Equip                  | Temps      |
| 1r | Gonzalo Serrano Rodríguez | Movistar Team          | 7h 30' 21" |
| 2n | Edward Planckaert         | Alpecin-Fenix          | + 0"       |
| 3r | Vincenzo Albanese         | Eolo-Kometa            | + 1"       |
| 4t | Santiago Buitrago Sánchez | Bahrain Victorious     | + 1"       |
| 5è | Romain Bardet             | Team DSM               | + 3"       |
| 6è | Robert Stannard           | BikeExchange           | + 9"       |
| 7è | Jetse Bol                 | Burgos-BH              | + 9"       |
| 8è | Mikel Landa Meana         | Bahrain Victorious     | + 9"       |
| 9è | Miguel Flórez López       | Arkéa-Samsic           | + 9"       |
| 10è | Jonathan Lastra Martínez  | Caja Rural-Seguros RGA | + 9"       |

### Etapa 3
| \| Classificació de l'etapa \| Classificació de l'etapa \| Classificació de l'etapa \| Classificació de l'etapa \| Classificació de l'etapa \| \| Corredor \| Corredor \| Equip \| Temps \| \| \| ------------------------ \| ---------------------------- \| ------------------------ \| ------------------------ \| ------------------------ \| \| 1r \| Romain Bardet \| Team DSM \| 4h 14' 14" \| \| \| 2n \| Domenico Pozzovivo \| Qhubeka NextHash \| + 39" \| \| \| 3r \| Mikel Landa Meana \| Bahrain Victorious \| + 39" \| \| \| 4t \| Mikel Nieve Iturralde \| BikeExchange \| + 39" \| \| \| 5è \| Tobias Bayer \| Alpecin-Fenix \| + 50" \| \| \| 6è \| Mark Padun \| Bahrain Victorious \| + 50" \| \| \| 7è \| Fabio Aru \| Qhubeka NextHash \| + 50" \| \| \| 8è \| Aleksandr Vlàssov \| Astana-Premier Tech \| + 50" \| \| \| 9è \| David de la Cruz Melgarejo \| UAE Team Emirates \| + 50" \| \| \| 10è \| Óscar Rodríguez Garaicoechea \| Astana-Premier Tech \| + 50" \| \| |                              |                     |            |
| |                              |                     |            |
| Font: ProCyclingStats |                              |                     |            |
| Classificació de l'etapa |                              |                     |            |
| Corredor | Corredor                     | Equip               | Temps      |
| 1r | Romain Bardet                | Team DSM            | 4h 14' 14" |
| 2n | Domenico Pozzovivo           | Qhubeka NextHash    | + 39"      |
| 3r | Mikel Landa Meana            | Bahrain Victorious  | + 39"      |
| 4t | Mikel Nieve Iturralde        | BikeExchange        | + 39"      |
| 5è | Tobias Bayer                 | Alpecin-Fenix       | + 50"      |
| 6è | Mark Padun                   | Bahrain Victorious  | + 50"      |
| 7è | Fabio Aru                    | Qhubeka NextHash    | + 50"      |
| 8è | Aleksandr Vlàssov            | Astana-Premier Tech | + 50"      |
| 9è | David de la Cruz Melgarejo   | UAE Team Emirates   | + 50"      |
| 10è | Óscar Rodríguez Garaicoechea | Astana-Premier Tech | + 50"      |

| \| Classificació general \| Classificació general \| Classificació general \| Classificació general \| Classificació general \| \| Corredor \| Corredor \| Equip \| Temps \| \| \| --------------------- \| -------------------------- \| --------------------- \| --------------------- \| --------------------- \| \| 1r \| Romain Bardet \| Team DSM \| 12h 22' 00" \| \| \| 2n \| Mikel Landa Meana \| Bahrain Victorious \| + 45" \| \| \| 3r \| Domenico Pozzovivo \| Qhubeka NextHash \| + 58" \| \| \| 4t \| Fabio Aru \| Qhubeka NextHash \| + 1' 00" \| \| \| 5è \| David de la Cruz Melgarejo \| UAE Team Emirates \| + 1' 00" \| \| \| 6è \| Geoffrey Bouchard \| AG2R Citroën Team \| + 1' 00" \| \| \| 7è \| Mark Padun \| Bahrain Victorious \| + 1' 05" \| \| \| 8è \| Pàvel Sivakov \| Ineos Grenadiers \| + 1' 07" \| \| \| 9è \| Santiago Buitrago Sánchez \| Bahrain Victorious \| + 1' 36" \| \| \| 10è \| Jaakko Hänninen \| AG2R Citroën Team \| + 1' 45" \| \| |                            |                    |             |
| |                            |                    |             |
| Font: ProCyclingStats |                            |                    |             |
| Classificació general |                            |                    |             |
| Corredor | Corredor                   | Equip              | Temps       |
| 1r | Romain Bardet              | Team DSM           | 12h 22' 00" |
| 2n | Mikel Landa Meana          | Bahrain Victorious | + 45"       |
| 3r | Domenico Pozzovivo         | Qhubeka NextHash   | + 58"       |
| 4t | Fabio Aru                  | Qhubeka NextHash   | + 1' 00"    |
| 5è | David de la Cruz Melgarejo | UAE Team Emirates  | + 1' 00"    |
| 6è | Geoffrey Bouchard          | AG2R Citroën Team  | + 1' 00"    |
| 7è | Mark Padun                 | Bahrain Victorious | + 1' 05"    |
| 8è | Pàvel Sivakov              | Ineos Grenadiers   | + 1' 07"    |
| 9è | Santiago Buitrago Sánchez  | Bahrain Victorious | + 1' 36"    |
| 10è | Jaakko Hänninen            | AG2R Citroën Team  | + 1' 45"    |

### Etapa 4
| \| Classificació de l'etapa \| Classificació de l'etapa \| Classificació de l'etapa \| Classificació de l'etapa \| Classificació de l'etapa \| \| Corredor \| Corredor \| Equip \| Temps \| \| \| ------------------------ \| -------------------------- \| ------------------------ \| ------------------------ \| ------------------------ \| \| 1r \| Sebastián Molano Benavides \| UAE Team Emirates \| 3h 20' 28" \| \| \| 2n \| Jon Aberasturi Izaga \| Caja Rural-Seguros RGA \| + 0" \| \| \| 3r \| Vincenzo Albanese \| Eolo-Kometa \| + 0" \| \| \| 4t \| Matteo Trentin \| UAE Team Emirates \| + 0" \| \| \| 5è \| Jordi Meeus \| Bora-Hansgrohe \| + 0" \| \| \| 6è \| Marc Sarreau \| AG2R Citroën Team \| + 0" \| \| \| 7è \| Sacha Modolo \| Alpecin-Fenix \| + 0" \| \| \| 8è \| Gonzalo Serrano Rodríguez \| Movistar Team \| + 0" \| \| \| 9è \| Itamar Einhorn \| Israel Start-Up Nation \| + 0" \| \| \| 10è \| José Joaquín Rojas Gil \| Movistar Team \| + 0" \| \| |                            |                        |            |
| |                            |                        |            |
| Font: ProCyclingStats |                            |                        |            |
| Classificació de l'etapa |                            |                        |            |
| Corredor | Corredor                   | Equip                  | Temps      |
| 1r | Sebastián Molano Benavides | UAE Team Emirates      | 3h 20' 28" |
| 2n | Jon Aberasturi Izaga       | Caja Rural-Seguros RGA | + 0"       |
| 3r | Vincenzo Albanese          | Eolo-Kometa            | + 0"       |
| 4t | Matteo Trentin             | UAE Team Emirates      | + 0"       |
| 5è | Jordi Meeus                | Bora-Hansgrohe         | + 0"       |
| 6è | Marc Sarreau               | AG2R Citroën Team      | + 0"       |
| 7è | Sacha Modolo               | Alpecin-Fenix          | + 0"       |
| 8è | Gonzalo Serrano Rodríguez  | Movistar Team          | + 0"       |
| 9è | Itamar Einhorn             | Israel Start-Up Nation | + 0"       |
| 10è | José Joaquín Rojas Gil     | Movistar Team          | + 0"       |

| \| Classificació general \| Classificació general \| Classificació general \| Classificació general \| Classificació general \| \| Corredor \| Corredor \| Equip \| Temps \| \| \| --------------------- \| -------------------------- \| --------------------- \| --------------------- \| --------------------- \| \| 1r \| Romain Bardet \| Team DSM \| 15h 05' 06" \| \| \| 2n \| Mikel Landa Meana \| Bahrain Victorious \| + 45" \| \| \| 3r \| David de la Cruz Melgarejo \| UAE Team Emirates \| + 1' 00" \| \| \| 4t \| Fabio Aru \| Qhubeka NextHash \| + 1' 00" \| \| \| 5è \| Mark Padun \| Bahrain Victorious \| + 1' 05" \| \| \| 6è \| Pàvel Sivakov \| Ineos Grenadiers \| + 1' 07" \| \| \| 7è \| Geoffrey Bouchard \| AG2R Citroën Team \| + 1' 08" \| \| \| 8è \| Domenico Pozzovivo \| Qhubeka NextHash \| + 1' 18" \| \| \| 9è \| Santiago Buitrago Sánchez \| Bahrain Victorious \| + 1' 41" \| \| \| 10è \| Jaakko Hänninen \| AG2R Citroën Team \| + 1' 53" \| \| |                            |                    |             |
| |                            |                    |             |
| Font: ProCyclingStats |                            |                    |             |
| Classificació general |                            |                    |             |
| Corredor | Corredor                   | Equip              | Temps       |
| 1r | Romain Bardet              | Team DSM           | 15h 05' 06" |
| 2n | Mikel Landa Meana          | Bahrain Victorious | + 45"       |
| 3r | David de la Cruz Melgarejo | UAE Team Emirates  | + 1' 00"    |
| 4t | Fabio Aru                  | Qhubeka NextHash   | + 1' 00"    |
| 5è | Mark Padun                 | Bahrain Victorious | + 1' 05"    |
| 6è | Pàvel Sivakov              | Ineos Grenadiers   | + 1' 07"    |
| 7è | Geoffrey Bouchard          | AG2R Citroën Team  | + 1' 08"    |
| 8è | Domenico Pozzovivo         | Qhubeka NextHash   | + 1' 18"    |
| 9è | Santiago Buitrago Sánchez  | Bahrain Victorious | + 1' 41"    |
| 10è | Jaakko Hänninen            | AG2R Citroën Team  | + 1' 53"    |

### Etapa 5
| \| Classificació de l'etapa \| Classificació de l'etapa \| Classificació de l'etapa \| Classificació de l'etapa \| Classificació de l'etapa \| \| Corredor \| Corredor \| Equip \| Temps \| \| \| ------------------------ \| ------------------------- \| ------------------------ \| ------------------------ \| ------------------------ \| \| 1r \| Hugh Carthy \| EF Education-Nippo \| 3h 23' 53" \| \| \| 2n \| Einer Rubio \| Movistar Team \| + 5" \| \| \| 3r \| Simon Yates \| BikeExchange \| + 7" \| \| \| 4t \| Egan Bernal Gómez \| Ineos Grenadiers \| + 13" \| \| \| 5è \| Jay Vine \| Alpecin-Fenix \| + 14" \| \| \| 6è \| Mikel Landa Meana \| Bahrain Victorious \| + 16" \| \| \| 7è \| Santiago Buitrago Sánchez \| Bahrain Victorious \| + 29" \| \| \| 8è \| Fabio Aru \| Qhubeka NextHash \| + 37" \| \| \| 9è \| Mark Padun \| Bahrain Victorious \| + 39" \| \| \| 10è \| Mikel Bizkarra Etxegibel \| Euskaltel-Euskadi \| + 43" \| \| |                           |                    |            |
| |                           |                    |            |
| Font: ProCyclingStats |                           |                    |            |
| Classificació de l'etapa |                           |                    |            |
| Corredor | Corredor                  | Equip              | Temps      |
| 1r | Hugh Carthy               | EF Education-Nippo | 3h 23' 53" |
| 2n | Einer Rubio               | Movistar Team      | + 5"       |
| 3r | Simon Yates               | BikeExchange       | + 7"       |
| 4t | Egan Bernal Gómez         | Ineos Grenadiers   | + 13"      |
| 5è | Jay Vine                  | Alpecin-Fenix      | + 14"      |
| 6è | Mikel Landa Meana         | Bahrain Victorious | + 16"      |
| 7è | Santiago Buitrago Sánchez | Bahrain Victorious | + 29"      |
| 8è | Fabio Aru                 | Qhubeka NextHash   | + 37"      |
| 9è | Mark Padun                | Bahrain Victorious | + 39"      |
| 10è | Mikel Bizkarra Etxegibel  | Euskaltel-Euskadi  | + 43"      |

## Classificacions finals

### Classificació general
| \| Classificació general \| Classificació general \| Classificació general \| Classificació general \| Classificació general \| \| Corredor \| Corredor \| Equip \| Temps \| \| \| --------------------- \| -------------------------- \| --------------------- \| --------------------- \| --------------------- \| \| 1r \| Mikel Landa Meana \| Bahrain Victorious \| 18h 30' 00" \| \| \| 2n \| Fabio Aru \| Qhubeka NextHash \| + 36" \| \| \| 3r \| Mark Padun \| Bahrain Victorious \| + 43" \| \| \| 4t \| Pàvel Sivakov \| Ineos Grenadiers \| + 49" \| \| \| 5è \| David de la Cruz Melgarejo \| UAE Team Emirates \| + 51" \| \| \| 6è \| Romain Bardet \| Team DSM \| + 53" \| \| \| 7è \| Einer Rubio \| Movistar Team \| + 58" \| \| \| 8è \| Santiago Buitrago Sánchez \| Bahrain Victorious \| + 1' 09" \| \| \| 9è \| Geoffrey Bouchard \| AG2R Citroën Team \| + 1' 21" \| \| \| 10è \| Sébastien Reichenbach \| Groupama-FDJ \| + 1' 39" \| \| |                            |                    |             |
| |                            |                    |             |
| Font: ProCyclingStats |                            |                    |             |
| Classificació general |                            |                    |             |
| Corredor | Corredor                   | Equip              | Temps       |
| 1r | Mikel Landa Meana          | Bahrain Victorious | 18h 30' 00" |
| 2n | Fabio Aru                  | Qhubeka NextHash   | + 36"       |
| 3r | Mark Padun                 | Bahrain Victorious | + 43"       |
| 4t | Pàvel Sivakov              | Ineos Grenadiers   | + 49"       |
| 5è | David de la Cruz Melgarejo | UAE Team Emirates  | + 51"       |
| 6è | Romain Bardet              | Team DSM           | + 53"       |
| 7è | Einer Rubio                | Movistar Team      | + 58"       |
| 8è | Santiago Buitrago Sánchez  | Bahrain Victorious | + 1' 09"    |
| 9è | Geoffrey Bouchard          | AG2R Citroën Team  | + 1' 21"    |
| 10è | Sébastien Reichenbach      | Groupama-FDJ       | + 1' 39"    |

### Classificacions secundàries

#### Classificació per punts
| Classificació per punts | Classificació per punts    | Classificació per punts | Classificació per punts | Classificació per punts |
| Corredor                | Corredor                   | Equip                   | Punts                   |                         |
| ----------------------- | -------------------------- | ----------------------- | ----------------------- | ----------------------- |
| 1r                      | Sebastián Molano Benavides | UAE Team Emirates       | 50 pts                  |                         |
| 2n                      | Romain Bardet              | Team DSM                | 37 pts                  |                         |
| 3r                      | Mikel Landa Meana          | Bahrain Victorious      | 33 pts                  |                         |
| 4t                      | Vincenzo Albanese          | Eolo-Kometa             | 32 pts                  |                         |
| 5è                      | Jon Aberasturi Izaga       | Caja Rural-Seguros RGA  | 32 pts                  |                         |

#### Classificació de la muntanya
| Classificació de la muntanya | Classificació de la muntanya | Classificació de la muntanya | Classificació de la muntanya | Classificació de la muntanya |
| Corredor                     | Corredor                     | Equip                        | Punts                        |                              |
| ---------------------------- | ---------------------------- | ---------------------------- | ---------------------------- | ---------------------------- |
| 1r                           | Romain Bardet                | Team DSM                     | 30 pts                       |                              |
| 2n                           | Hugh Carthy                  | EF Education-Nippo           | 30 pts                       |                              |
| 3r                           | Mikel Landa Meana            | Bahrain Victorious           | 30 pts                       |                              |
| 4t                           | Einer Rubio                  | Movistar Team                | 25 pts                       |                              |
| 5è                           | Geoffrey Bouchard            | AG2R Citroën Team            | 25 pts                       |                              |

#### Classificació dels joves
| Classificació del millor jove | Classificació del millor jove | Classificació del millor jove | Classificació del millor jove | Classificació del millor jove |
| Corredor                      | Corredor                      | Equip                         | Temps                         |                               |
| ----------------------------- | ----------------------------- | ----------------------------- | ----------------------------- | ----------------------------- |
| 1r                            | Einer Rubio                   | Movistar Team                 | 18h 30' 58"                   |                               |
| 2n                            | Santiago Buitrago Sánchez     | Bahrain Victorious            | + 11"                         |                               |
| 3r                            | Andrés Camilo Ardila          | UAE Team Emirates             | + 1' 44"                      |                               |
| 4t                            | Tobias Bayer                  | Alpecin-Fenix                 | + 3' 42"                      |                               |
| 5è                            | Roger Adrià Oliveras          | Equipo Kern Pharma            | + 3' 42"                      |                               |

#### Classificació per equips
| Classificació per equips | Classificació per equips | Classificació per equips | Classificació per equips |
| Equip                    | Equip                    | Temps                    |                          |
| ------------------------ | ------------------------ | ------------------------ | ------------------------ |
| 1r                       | Bahrain Victorious       | 55h 31' 44"              |                          |
| 2n                       | Astana-Premier Tech      | + 7' 40"                 |                          |
| 3r                       | Movistar Team            | + 8' 53"                 |                          |
| 4t                       | UAE Team Emirates        | + 8' 57"                 |                          |
| 5è                       | AG2R Citroën Team        | + 9' 44"                 |                          |

## Evolució de les classificacions
| Etapa                  | Vencedor               | Classificació general | Classificació per punts | Classificació de la muntanya | Classificació dels joves | Classificació per equips |
| ---------------------- | ---------------------- | --------------------- | ----------------------- | ---------------------------- | ------------------------ | ------------------------ |
| 1                      | Edward Planckaert      | Edward Planckaert     | Edward Planckaert       | Edward Planckaert            | Santiago Buitrago        | Bahrain Victorious       |
| 2                      | Sebastián Molano       | Gonzalo Serrano       | Edward Planckaert       | Edward Planckaert            | Santiago Buitrago        | Bahrain Victorious       |
| 3                      | Romain Bardet          | Romain Bardet         | Romain Bardet           | Romain Bardet                | Santiago Buitrago        | Bahrain Victorious       |
| 4                      | Sebastián Molano       | Romain Bardet         | Sebastián Molano        | Romain Bardet                | Santiago Buitrago        | Bahrain Victorious       |
| 5                      | Hugh Carthy            | Mikel Landa           | Sebastián Molano        | Romain Bardet                | Einer Rubio              | Bahrain Victorious       |
| Classificacions finals | Classificacions finals | Mikel Landa           | Sebastián Molano        | Romain Bardet                | Einer Rubio              | Bahrain Victorious       |

## Llista de participants
| Bahrain Victorious TBV | Bahrain Victorious TBV          | Bahrain Victorious TBV |
| ---------------------- | ------------------------------- | ---------------------- |
| Núm                    | Ciclista                        | Pos                    |
| 1                      | Mikel Landa Meana (ESP)         | 1r                     |
| 2                      | Yukiya Arashiro (JPN)           | 98è                    |
| 3                      | Damiano Caruso (ITA)            | 13è                    |
| 4                      | Santiago Buitrago Sánchez (COL) | 8è                     |
| 5                      | Gino Mäder (SUI)                | 60è                    |
| 6                      | Mark Padun (UKR)                | 3r                     |
| 7                      | Stephen Williams (GBR)          | 114è                   |

| Ineos Grenadiers IGD | Ineos Grenadiers IGD         | Ineos Grenadiers IGD |
| -------------------- | ---------------------------- | -------------------- |
| Núm                  | Ciclista                     | Pos                  |
| 11                   | Egan Bernal Gómez (COL)      | 38è                  |
| 12                   | Adam Yates (GBR)             | 96è                  |
| 13                   | Carlos Rodríguez Cano (ESP)  | 94è                  |
| 14                   | Jhonatan Narváez Prado (ECU) | 90è                  |
| 15                   | Salvatore Puccio (ITA)       | 106è                 |
| 16                   | Pàvel Sivakov (RUS)          | 4t                   |
| 17                   | Daniel Martínez Poveda (COL) | NP-4                 |

| Movistar Team MOV | Movistar Team MOV               | Movistar Team MOV |
| ----------------- | ------------------------------- | ----------------- |
| Núm               | Ciclista                        | Pos               |
| 21                | Johan Jacobs (SUI)              | 72è               |
| 22                | Gregor Mühlberger (AUT)         | NP-5              |
| 23                | Nélson Oliveira (POR)           | NP-5              |
| 24                | Antonio Pedrero López (ESP)     | 55è               |
| 25                | José Joaquín Rojas Gil (ESP)    | 44è               |
| 26                | Einer Rubio (COL)               | 7è                |
| 27                | Gonzalo Serrano Rodríguez (ESP) | 40è               |

| Astana-Premier Tech APT | Astana-Premier Tech APT            | Astana-Premier Tech APT |
| ----------------------- | ---------------------------------- | ----------------------- |
| Núm                     | Ciclista                           | Pos                     |
| 31                      | Luis León Sánchez Gil (ESP)        | 30è                     |
| 32                      | Gorka Izagirre Insausti (ESP)      | 37è                     |
| 33                      | Rodrigo Contreras (COL)            | 42è                     |
| 34                      | Óscar Rodríguez Garaicoechea (ESP) | 21è                     |
| 35                      | Yuriy Natarov (KAZ)                | 35è                     |
| 36                      | Harold Tejada (COL)                | 65è                     |
| 37                      | Aleksandr Vlàssov (RUS)            | 34è                     |

| Bora-Hansgrohe BOH | Bora-Hansgrohe BOH     | Bora-Hansgrohe BOH |
| ------------------ | ---------------------- | ------------------ |
| Núm                | Ciclista               | Pos                |
| 41                 | Cesare Benedetti (POL) | 87è                |
| 42                 | Marcus Burghardt (GER) | 101è               |
| 43                 | Patrick Gamper (AUT)   | 51è                |
| 45                 | Jordi Meeus (BEL)      | 112è               |
| 46                 | Daniel Oss (ITA)       | 119è               |
| 47                 | Ben Zwiehoff (GER)     | 19è                |

| EF Education-Nippo EFN | EF Education-Nippo EFN        | EF Education-Nippo EFN |
| ---------------------- | ----------------------------- | ---------------------- |
| Núm                    | Ciclista                      | Pos                    |
| 51                     | Hugh Carthy (GBR)             | 41è                    |
| 52                     | William Barta (USA)           | 74è                    |
| 53                     | Jonathan Caicedo Cepeda (ECU) | 77è                    |
| 54                     | Simon Carr (GBR)              | 93è                    |
| 55                     | Lawson Craddock (USA)         | 75è                    |
| 56                     | Jens Keukeleire (BEL)         | 57è                    |
| 57                     | Hideto Nakane (JPN)           | 104è                   |

| Groupama-FDJ GFC | Groupama-FDJ GFC            | Groupama-FDJ GFC |
| ---------------- | --------------------------- | ---------------- |
| Núm              | Ciclista                    | Pos              |
| 61               | Alexys Brunel (FRA)         | 92è              |
| 62               | Kevin Geniets (LUX) (ruta)  | 39è              |
| 63               | Mathieu Ladagnous (FRA)     | 115è             |
| 64               | Sébastien Reichenbach (SUI) | 10è              |
| 65               | Anthony Roux (FRA)          | 99è              |
| 66               | Lars van den Berg (NED)     | 36è              |
| 67               | Reuben Thompson (NZL)       | 83è              |

| Israel Start-Up Nation ISN | Israel Start-Up Nation ISN      | Israel Start-Up Nation ISN |
| -------------------------- | ------------------------------- | -------------------------- |
| Núm                        | Ciclista                        | Pos                        |
| 71                         | Alexander Cataford (CAN)        | 84è                        |
| 72                         | Itamar Einhorn (ISR)            | 123è                       |
| 73                         | Krists Neilands (LAT)           | DNF-3                      |
| 74                         | Guy Niv (ISR)                   | 118è                       |
| 75                         | James Piccoli (CAN)             | 18è                        |
| 76                         | Mads Würtz Schmidt (DEN) (ruta) | 29è                        |
| 77                         | Sep Vanmarcke (BEL)             | 66è                        |

| BikeExchange BEX | BikeExchange BEX            | BikeExchange BEX |
| ---------------- | --------------------------- | ---------------- |
| Núm              | Ciclista                    | Pos              |
| 81               | Simon Yates (GBR)           | 33è              |
| 82               | Mikel Nieve Iturralde (ESP) | 52è              |
| 83               | Sam Bewley (NZL)            | DNF-1            |
| 84               | Choon Huat Goh (SGP)        | DNF-1            |
| 85               | Damien Howson (AUS)         | 116è             |
| 86               | Robert Stannard (AUS)       | 70è              |
| 87               | Andrei Zeits (KAZ)          | 43è              |

| UAE Team Emirates UAD | UAE Team Emirates UAD            | UAE Team Emirates UAD |
| --------------------- | -------------------------------- | --------------------- |
| Núm                   | Ciclista                         | Pos                   |
| 91                    | David de la Cruz Melgarejo (ESP) | 5è                    |
| 92                    | Andrés Camilo Ardila (COL)       | 11è                   |
| 93                    | Finn Fisher-Black (NZL)          | 76è                   |
| 94                    | Sebastián Molano Benavides (COL) | 111è                  |
| 95                    | Cristian Camilo Muñoz (COL)      | 69è                   |
| 96                    | Matteo Trentin (ITA)             | 81è                   |
| 97                    | Joe Dombrowski (USA)             | 100è                  |

| Qhubeka NextHash TQA | Qhubeka NextHash TQA              | Qhubeka NextHash TQA |
| -------------------- | --------------------------------- | -------------------- |
| Núm                  | Ciclista                          | Pos                  |
| 101                  | Fabio Aru (ITA)                   | 2n                   |
| 102                  | Sander Armée (BEL)                | NP-5                 |
| 103                  | Bert-Jan Lindeman (NED)           | 108è                 |
| 104                  | Domenico Pozzovivo (ITA)          | NP-5                 |
| 105                  | Dylan Sunderland (AUS)            | 117è                 |
| 106                  | Reinardt Janse van Rensburg (RSA) | 85è                  |
| 107                  | Emil Nygaard Vinjebo (DEN)        | DNF-2                |

| AG2R Citroën Team ACT | AG2R Citroën Team ACT   | AG2R Citroën Team ACT |
| --------------------- | ----------------------- | --------------------- |
| Núm                   | Ciclista                | Pos                   |
| 111                   | François Bidard (FRA)   | 48è                   |
| 112                   | Geoffrey Bouchard (FRA) | 9è                    |
| 113                   | Lilian Calmejane (FRA)  | 27è                   |
| 114                   | Mikaël Cherel (FRA)     | 28è                   |
| 115                   | Jaakko Hänninen (FIN)   | NP-5                  |
| 116                   | Marc Sarreau (FRA)      | DNF-5                 |
| 117                   | Damien Touzé (FRA)      | 58è                   |

| Team DSM DSM | Team DSM DSM          | Team DSM DSM |
| ------------ | --------------------- | ------------ |
| Núm          | Ciclista              | Pos          |
| 121          | Romain Bardet (FRA)   | 6è           |
| 122          | Thymen Arensman (NED) | 23è          |
| 123          | Alberto Dainese (ITA) | DNF-5        |
| 124          | Nico Denz (GER)       | DNF-5        |
| 125          | Chad Haga (USA)       | 61è          |
| 126          | Chris Hamilton (AUS)  | 82è          |
| 127          | Martijn Tusveld (NED) | 24è          |

| Alpecin-Fenix AFC | Alpecin-Fenix AFC       | Alpecin-Fenix AFC |
| ----------------- | ----------------------- | ----------------- |
| Núm               | Ciclista                | Pos               |
| 131               | Jay Vine (AUS)          | 105è              |
| 132               | Floris De Tier (BEL)    | 49è               |
| 133               | Tobias Bayer (AUT)      | 14è               |
| 134               | Lionel Taminiaux (BEL)  | DNF-1             |
| 135               | Edward Planckaert (BEL) | 88è               |
| 136               | Sacha Modolo (ITA)      | 122è              |
| 137               | Scott Thwaites (GBR)    | 97è               |

| Burgos-BH BBH | Burgos-BH BBH               | Burgos-BH BBH |
| ------------- | --------------------------- | ------------- |
| Núm           | Ciclista                    | Pos           |
| 141           | Ángel Madrazo Ruiz (ESP)    | 20è           |
| 142           | Daniel Navarro García (ESP) | DNF-3         |
| 143           | Mario Aparicio (ESP)        | 102è          |
| 144           | Jetse Bol (NED)             | 17è           |
| 145           | Carlos Canal Blanco (ESP)   | 113è          |
| 146           | Diego Rubio Hernández (ESP) | 95è           |
| 147           | Óscar Cabedo (ESP)          | 80è           |

| TotalEnergies TDE | TotalEnergies TDE                 | TotalEnergies TDE |
| ----------------- | --------------------------------- | ----------------- |
| Núm               | Ciclista                          | Pos               |
| 151               | Jérémy Cabot (FRA)                | DNF-4             |
| 152               | Víctor de la Parte González (ESP) | 25è               |
| 153               | Marlon Gaillard (FRA)             | 64è               |
| 154               | Damien Gaudin (FRA)               | DNF-5             |
| 155               | Christopher Lawless (GBR)         | 120è              |
| 156               | Florian Maitre (FRA)              | 103è              |
| 157               | Adrien Petit (FRA)                | DNF-5             |

| Arkéa-Samsic ARK | Arkéa-Samsic ARK           | Arkéa-Samsic ARK |
| ---------------- | -------------------------- | ---------------- |
| Núm              | Ciclista                   | Pos              |
| 161              | Winner Anacona Gómez (COL) | 45è              |
| 162              | Diego Rosa (ITA)           | DNF-3            |
| 163              | Thomas Boudat (FRA)        | 121è             |
| 164              | Miguel Flórez López (COL)  | 12è              |
| 165              | Matis Louvel (FRA)         | 54è              |
| 166              | Łukasz Owsian (POL)        | 71è              |
| 167              | Kévin Ledanois (FRA)       | 56è              |

| Caja Rural-Seguros RGA CJR | Caja Rural-Seguros RGA CJR     | Caja Rural-Seguros RGA CJR |
| -------------------------- | ------------------------------ | -------------------------- |
| Núm                        | Ciclista                       | Pos                        |
| 171                        | Jon Aberasturi Izaga (ESP)     | 107è                       |
| 172                        | Julen Amézqueta Moreno (ESP)   | 73è                        |
| 173                        | Álvaro Cuadros (ESP)           | 78è                        |
| 174                        | Jonathan Lastra Martínez (ESP) | 26è                        |
| 175                        | Oier Lazkano López (ESP)       | 91è                        |
| 176                        | Sergio Martín (ESP)            | 67è                        |
| 177                        | Jokin Murguialday (ESP)        | 47è                        |

| Equipo Kern Pharma EKP | Equipo Kern Pharma EKP           | Equipo Kern Pharma EKP |
| ---------------------- | -------------------------------- | ---------------------- |
| Núm                    | Ciclista                         | Pos                    |
| 181                    | Urko Berrade (ESP)               | 16è                    |
| 182                    | Roger Adrià Oliveras (ESP)       | 15è                    |
| 183                    | Raúl García Pierna (ESP)         | 124è                   |
| 184                    | Francisco Galván Fernández (ESP) | 86è                    |
| 185                    | Jon Agirre Egaña (ESP)           | 63è                    |
| 186                    | Carlos García Pierna (ESP)       | 50è                    |
| 187                    | Álex Jaime (ESP)                 | 109è                   |

| Euskaltel-Euskadi EUS | Euskaltel-Euskadi EUS          | Euskaltel-Euskadi EUS |
| --------------------- | ------------------------------ | --------------------- |
| Núm                   | Ciclista                       | Pos                   |
| 191                   | Mikel Alonso (ESP)             | 125è                  |
| 192                   | Mikel Bizkarra Etxegibel (ESP) | 59è                   |
| 193                   | Mikel Iturria Segurola (ESP)   | 22è                   |
| 194                   | Joan Bou (ESP)                 | 31è                   |
| 195                   | Gotzon Martín (ESP)            | 53è                   |
| 196                   | Unai Cuadrado (ESP)            | 46è                   |
| 197                   | Luis Ángel Maté Mardones (ESP) | 68è                   |

| Eolo-Kometa EOK | Eolo-Kometa EOK         | Eolo-Kometa EOK |
| --------------- | ----------------------- | --------------- |
| Núm             | Ciclista                | Pos             |
| 201             | Francesco Gavazzi (ITA) | DNF-4           |
| 202             | Diego Sevilla (ESP)     | 126è            |
| 203             | Vincenzo Albanese (ITA) | 62è             |
| 204             | Alejandro Ropero (ESP)  | 89è             |
| 205             | Márton Dina (HUN)       | 110è            |
| 206             | Mark Christian (GBR)    | 32è             |
| 207             | Sergio García (ESP)     | 79è             |

| Bahrain Victorious TBV | Bahrain Victorious TBV          | Bahrain Victorious TBV |
| ---------------------- | ------------------------------- | ---------------------- |
| Núm                    | Ciclista                        | Pos                    |
| 1                      | Mikel Landa Meana (ESP)         | 1r                     |
| 2                      | Yukiya Arashiro (JPN)           | 98è                    |
| 3                      | Damiano Caruso (ITA)            | 13è                    |
| 4                      | Santiago Buitrago Sánchez (COL) | 8è                     |
| 5                      | Gino Mäder (SUI)                | 60è                    |
| 6                      | Mark Padun (UKR)                | 3r                     |
| 7                      | Stephen Williams (GBR)          | 114è                   |

| Ineos Grenadiers IGD | Ineos Grenadiers IGD         | Ineos Grenadiers IGD |
| -------------------- | ---------------------------- | -------------------- |
| Núm                  | Ciclista                     | Pos                  |
| 11                   | Egan Bernal Gómez (COL)      | 38è                  |
| 12                   | Adam Yates (GBR)             | 96è                  |
| 13                   | Carlos Rodríguez Cano (ESP)  | 94è                  |
| 14                   | Jhonatan Narváez Prado (ECU) | 90è                  |
| 15                   | Salvatore Puccio (ITA)       | 106è                 |
| 16                   | Pàvel Sivakov (RUS)          | 4t                   |
| 17                   | Daniel Martínez Poveda (COL) | NP-4                 |

| Movistar Team MOV | Movistar Team MOV               | Movistar Team MOV |
| ----------------- | ------------------------------- | ----------------- |
| Núm               | Ciclista                        | Pos               |
| 21                | Johan Jacobs (SUI)              | 72è               |
| 22                | Gregor Mühlberger (AUT)         | NP-5              |
| 23                | Nélson Oliveira (POR)           | NP-5              |
| 24                | Antonio Pedrero López (ESP)     | 55è               |
| 25                | José Joaquín Rojas Gil (ESP)    | 44è               |
| 26                | Einer Rubio (COL)               | 7è                |
| 27                | Gonzalo Serrano Rodríguez (ESP) | 40è               |

| Astana-Premier Tech APT | Astana-Premier Tech APT            | Astana-Premier Tech APT |
| ----------------------- | ---------------------------------- | ----------------------- |
| Núm                     | Ciclista                           | Pos                     |
| 31                      | Luis León Sánchez Gil (ESP)        | 30è                     |
| 32                      | Gorka Izagirre Insausti (ESP)      | 37è                     |
| 33                      | Rodrigo Contreras (COL)            | 42è                     |
| 34                      | Óscar Rodríguez Garaicoechea (ESP) | 21è                     |
| 35                      | Yuriy Natarov (KAZ)                | 35è                     |
| 36                      | Harold Tejada (COL)                | 65è                     |
| 37                      | Aleksandr Vlàssov (RUS)            | 34è                     |

| Bora-Hansgrohe BOH | Bora-Hansgrohe BOH     | Bora-Hansgrohe BOH |
| ------------------ | ---------------------- | ------------------ |
| Núm                | Ciclista               | Pos                |
| 41                 | Cesare Benedetti (POL) | 87è                |
| 42                 | Marcus Burghardt (GER) | 101è               |
| 43                 | Patrick Gamper (AUT)   | 51è                |
| 45                 | Jordi Meeus (BEL)      | 112è               |
| 46                 | Daniel Oss (ITA)       | 119è               |
| 47                 | Ben Zwiehoff (GER)     | 19è                |

| EF Education-Nippo EFN | EF Education-Nippo EFN        | EF Education-Nippo EFN |
| ---------------------- | ----------------------------- | ---------------------- |
| Núm                    | Ciclista                      | Pos                    |
| 51                     | Hugh Carthy (GBR)             | 41è                    |
| 52                     | William Barta (USA)           | 74è                    |
| 53                     | Jonathan Caicedo Cepeda (ECU) | 77è                    |
| 54                     | Simon Carr (GBR)              | 93è                    |
| 55                     | Lawson Craddock (USA)         | 75è                    |
| 56                     | Jens Keukeleire (BEL)         | 57è                    |
| 57                     | Hideto Nakane (JPN)           | 104è                   |

| Groupama-FDJ GFC | Groupama-FDJ GFC            | Groupama-FDJ GFC |
| ---------------- | --------------------------- | ---------------- |
| Núm              | Ciclista                    | Pos              |
| 61               | Alexys Brunel (FRA)         | 92è              |
| 62               | Kevin Geniets (LUX) (ruta)  | 39è              |
| 63               | Mathieu Ladagnous (FRA)     | 115è             |
| 64               | Sébastien Reichenbach (SUI) | 10è              |
| 65               | Anthony Roux (FRA)          | 99è              |
| 66               | Lars van den Berg (NED)     | 36è              |
| 67               | Reuben Thompson (NZL)       | 83è              |

| Israel Start-Up Nation ISN | Israel Start-Up Nation ISN      | Israel Start-Up Nation ISN |
| -------------------------- | ------------------------------- | -------------------------- |
| Núm                        | Ciclista                        | Pos                        |
| 71                         | Alexander Cataford (CAN)        | 84è                        |
| 72                         | Itamar Einhorn (ISR)            | 123è                       |
| 73                         | Krists Neilands (LAT)           | DNF-3                      |
| 74                         | Guy Niv (ISR)                   | 118è                       |
| 75                         | James Piccoli (CAN)             | 18è                        |
| 76                         | Mads Würtz Schmidt (DEN) (ruta) | 29è                        |
| 77                         | Sep Vanmarcke (BEL)             | 66è                        |

| BikeExchange BEX | BikeExchange BEX            | BikeExchange BEX |
| ---------------- | --------------------------- | ---------------- |
| Núm              | Ciclista                    | Pos              |
| 81               | Simon Yates (GBR)           | 33è              |
| 82               | Mikel Nieve Iturralde (ESP) | 52è              |
| 83               | Sam Bewley (NZL)            | DNF-1            |
| 84               | Choon Huat Goh (SGP)        | DNF-1            |
| 85               | Damien Howson (AUS)         | 116è             |
| 86               | Robert Stannard (AUS)       | 70è              |
| 87               | Andrei Zeits (KAZ)          | 43è              |

| UAE Team Emirates UAD | UAE Team Emirates UAD            | UAE Team Emirates UAD |
| --------------------- | -------------------------------- | --------------------- |
| Núm                   | Ciclista                         | Pos                   |
| 91                    | David de la Cruz Melgarejo (ESP) | 5è                    |
| 92                    | Andrés Camilo Ardila (COL)       | 11è                   |
| 93                    | Finn Fisher-Black (NZL)          | 76è                   |
| 94                    | Sebastián Molano Benavides (COL) | 111è                  |
| 95                    | Cristian Camilo Muñoz (COL)      | 69è                   |
| 96                    | Matteo Trentin (ITA)             | 81è                   |
| 97                    | Joe Dombrowski (USA)             | 100è                  |

| Qhubeka NextHash TQA | Qhubeka NextHash TQA              | Qhubeka NextHash TQA |
| -------------------- | --------------------------------- | -------------------- |
| Núm                  | Ciclista                          | Pos                  |
| 101                  | Fabio Aru (ITA)                   | 2n                   |
| 102                  | Sander Armée (BEL)                | NP-5                 |
| 103                  | Bert-Jan Lindeman (NED)           | 108è                 |
| 104                  | Domenico Pozzovivo (ITA)          | NP-5                 |
| 105                  | Dylan Sunderland (AUS)            | 117è                 |
| 106                  | Reinardt Janse van Rensburg (RSA) | 85è                  |
| 107                  | Emil Nygaard Vinjebo (DEN)        | DNF-2                |

| AG2R Citroën Team ACT | AG2R Citroën Team ACT   | AG2R Citroën Team ACT |
| --------------------- | ----------------------- | --------------------- |
| Núm                   | Ciclista                | Pos                   |
| 111                   | François Bidard (FRA)   | 48è                   |
| 112                   | Geoffrey Bouchard (FRA) | 9è                    |
| 113                   | Lilian Calmejane (FRA)  | 27è                   |
| 114                   | Mikaël Cherel (FRA)     | 28è                   |
| 115                   | Jaakko Hänninen (FIN)   | NP-5                  |
| 116                   | Marc Sarreau (FRA)      | DNF-5                 |
| 117                   | Damien Touzé (FRA)      | 58è                   |

| Team DSM DSM | Team DSM DSM          | Team DSM DSM |
| ------------ | --------------------- | ------------ |
| Núm          | Ciclista              | Pos          |
| 121          | Romain Bardet (FRA)   | 6è           |
| 122          | Thymen Arensman (NED) | 23è          |
| 123          | Alberto Dainese (ITA) | DNF-5        |
| 124          | Nico Denz (GER)       | DNF-5        |
| 125          | Chad Haga (USA)       | 61è          |
| 126          | Chris Hamilton (AUS)  | 82è          |
| 127          | Martijn Tusveld (NED) | 24è          |

| Alpecin-Fenix AFC | Alpecin-Fenix AFC       | Alpecin-Fenix AFC |
| ----------------- | ----------------------- | ----------------- |
| Núm               | Ciclista                | Pos               |
| 131               | Jay Vine (AUS)          | 105è              |
| 132               | Floris De Tier (BEL)    | 49è               |
| 133               | Tobias Bayer (AUT)      | 14è               |
| 134               | Lionel Taminiaux (BEL)  | DNF-1             |
| 135               | Edward Planckaert (BEL) | 88è               |
| 136               | Sacha Modolo (ITA)      | 122è              |
| 137               | Scott Thwaites (GBR)    | 97è               |

| Burgos-BH BBH | Burgos-BH BBH               | Burgos-BH BBH |
| ------------- | --------------------------- | ------------- |
| Núm           | Ciclista                    | Pos           |
| 141           | Ángel Madrazo Ruiz (ESP)    | 20è           |
| 142           | Daniel Navarro García (ESP) | DNF-3         |
| 143           | Mario Aparicio (ESP)        | 102è          |
| 144           | Jetse Bol (NED)             | 17è           |
| 145           | Carlos Canal Blanco (ESP)   | 113è          |
| 146           | Diego Rubio Hernández (ESP) | 95è           |
| 147           | Óscar Cabedo (ESP)          | 80è           |

| TotalEnergies TDE | TotalEnergies TDE                 | TotalEnergies TDE |
| ----------------- | --------------------------------- | ----------------- |
| Núm               | Ciclista                          | Pos               |
| 151               | Jérémy Cabot (FRA)                | DNF-4             |
| 152               | Víctor de la Parte González (ESP) | 25è               |
| 153               | Marlon Gaillard (FRA)             | 64è               |
| 154               | Damien Gaudin (FRA)               | DNF-5             |
| 155               | Christopher Lawless (GBR)         | 120è              |
| 156               | Florian Maitre (FRA)              | 103è              |
| 157               | Adrien Petit (FRA)                | DNF-5             |

| Arkéa-Samsic ARK | Arkéa-Samsic ARK           | Arkéa-Samsic ARK |
| ---------------- | -------------------------- | ---------------- |
| Núm              | Ciclista                   | Pos              |
| 161              | Winner Anacona Gómez (COL) | 45è              |
| 162              | Diego Rosa (ITA)           | DNF-3            |
| 163              | Thomas Boudat (FRA)        | 121è             |
| 164              | Miguel Flórez López (COL)  | 12è              |
| 165              | Matis Louvel (FRA)         | 54è              |
| 166              | Łukasz Owsian (POL)        | 71è              |
| 167              | Kévin Ledanois (FRA)       | 56è              |

| Caja Rural-Seguros RGA CJR | Caja Rural-Seguros RGA CJR     | Caja Rural-Seguros RGA CJR |
| -------------------------- | ------------------------------ | -------------------------- |
| Núm                        | Ciclista                       | Pos                        |
| 171                        | Jon Aberasturi Izaga (ESP)     | 107è                       |
| 172                        | Julen Amézqueta Moreno (ESP)   | 73è                        |
| 173                        | Álvaro Cuadros (ESP)           | 78è                        |
| 174                        | Jonathan Lastra Martínez (ESP) | 26è                        |
| 175                        | Oier Lazkano López (ESP)       | 91è                        |
| 176                        | Sergio Martín (ESP)            | 67è                        |
| 177                        | Jokin Murguialday (ESP)        | 47è                        |

| Equipo Kern Pharma EKP | Equipo Kern Pharma EKP           | Equipo Kern Pharma EKP |
| ---------------------- | -------------------------------- | ---------------------- |
| Núm                    | Ciclista                         | Pos                    |
| 181                    | Urko Berrade (ESP)               | 16è                    |
| 182                    | Roger Adrià Oliveras (ESP)       | 15è                    |
| 183                    | Raúl García Pierna (ESP)         | 124è                   |
| 184                    | Francisco Galván Fernández (ESP) | 86è                    |
| 185                    | Jon Agirre Egaña (ESP)           | 63è                    |
| 186                    | Carlos García Pierna (ESP)       | 50è                    |
| 187                    | Álex Jaime (ESP)                 | 109è                   |

| Euskaltel-Euskadi EUS | Euskaltel-Euskadi EUS          | Euskaltel-Euskadi EUS |
| --------------------- | ------------------------------ | --------------------- |
| Núm                   | Ciclista                       | Pos                   |
| 191                   | Mikel Alonso (ESP)             | 125è                  |
| 192                   | Mikel Bizkarra Etxegibel (ESP) | 59è                   |
| 193                   | Mikel Iturria Segurola (ESP)   | 22è                   |
| 194                   | Joan Bou (ESP)                 | 31è                   |
| 195                   | Gotzon Martín (ESP)            | 53è                   |
| 196                   | Unai Cuadrado (ESP)            | 46è                   |
| 197                   | Luis Ángel Maté Mardones (ESP) | 68è                   |

| Eolo-Kometa EOK | Eolo-Kometa EOK         | Eolo-Kometa EOK |
| --------------- | ----------------------- | --------------- |
| Núm             | Ciclista                | Pos             |
| 201             | Francesco Gavazzi (ITA) | DNF-4           |
| 202             | Diego Sevilla (ESP)     | 126è            |
| 203             | Vincenzo Albanese (ITA) | 62è             |
| 204             | Alejandro Ropero (ESP)  | 89è             |
| 205             | Márton Dina (HUN)       | 110è            |
| 206             | Mark Christian (GBR)    | 32è             |
| 207             | Sergio García (ESP)     | 79è             |